# Sinagoga din Dubrovnik
Sinagoga din Dubrovnik (în croată Dubrovačka sinagoga, în ladino:La Antika Esnoga de Dubrovnik) este un lăcaș de cult evreiesc din Dubrovnik, Croația, cea mai veche sinagogă sefardă din Europa rămasă încă activă și una din cele mai vechi sinagogi din continent. Ea a fost fondată de evrei locali în anul 1352 și a fost recunoscută de autorități în 1408. Se află într-o casă caracteristică cladirilor din Dubrovnik-Ragusa din secolul al XIV-lea. A fost inaugurată în 1548 ca sinagogă a evreilor sefarzi, refugiați din Peninsula Iberică și este proprietatea comunității evreiești din oraș. Etajul al treilea servește pentru serviciul divin de sărbători și cu ocazii speciale. Locul găzduiește și un mic muzeu al evreilor raguzani, cu documente și obiecte vechi de iudaica. La etajul al doilea se afla sediul comunității.  
Interiorul sinagogii este deosebit de alte lacasuri de cult similare din Europa. Stilul este mai ales baroc din secolul al XVII-lea.